# Клімат Греції

Клімат карта Греції відповідно до кліматичної класифікації Кеппена.

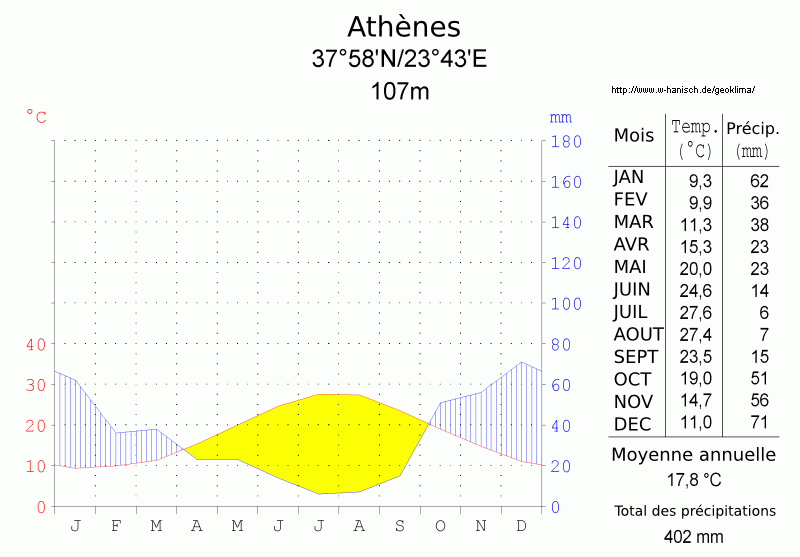
Клімат в Афінах.

Клі́мат Гре́ції переважно м'який середземноморський із теплою вологою зимою та спекотним посушливим літом. Проте завдяки своїй унікальній географії, Греція має низку мікрокліматичних зон з місцевими відмінностями.

## Загальна характеристика
Клімат материкової частини Греції подібний із кліматом Балканського регіону в цілому — із холодними зимами і жарким вологим літом. Аттика, центральні і східні райони Пелопоннесу, Крит, острови Кіклад і Додеканесу відрізняються типовим середземноморським кліматом зі спекотним і сухим літом та водночас прохолодною зимою. На Криті найдовше зберігається тепла погода.
Одним із основних природних чинників клімату виступає геоморфологічний фактор. Так, у північній та північно-східній частині материкової Греції, на захід від гірського пасма Пінд, клімат більш вологий і має деякі риси, типові для морського клімату. На схід від Пінду клімат здебільшого посушливіший, а погода порівняно більш вітряна. У деяких регіонах характерний мелтемі, або етесіан — літній вітер, який дме, головним чином, у напрямку Егейських островів, тут розвинені вітрильний спорт і віндсерфінг.

## Аномалії
Рекордний температурний максимум в Греції зареєстрований в передмісті Афін Татой, Аттика 10 липня 1977, який склав +48,0°C; температурний мінімум - у місті Птолемаїда, Центральна Македонія, 27 січня 1963, він склав -27,8°C.
Аномально теплою виявилась зима 2010 року, побивши рекорди останніх ста років. Зокрема, 1 і 2 січня, температура повітря в місті Іракліон, розташованому на острові Крит, склала майже 30 градусів тепла за Цельсієм. У зв'язку з чим місцеві жителі зустрічали Новий Рік на пляжі. В Афінах температура піднімалася 22 градусів при змінній хмарності. Метеорологи пояснили кліматичну аномалію тим, що сильний південний вітер пригнав до Греції маси теплого повітря з Африки. Не по сезону тепла погода панувала в Греції й весь грудень, викликавши масове цвітіння рослин, які зазвичай квітнуть навесні.

## Кліматичні дані за деякими містами
| Клімат Афін           | Клімат Афін | Клімат Афін | Клімат Афін | Клімат Афін | Клімат Афін | Клімат Афін | Клімат Афін | Клімат Афін | Клімат Афін | Клімат Афін | Клімат Афін | Клімат Афін | Клімат Афін |
| Показник              | Січ.        | Лют.        | Бер.        | Квіт.       | Трав.       | Черв.       | Лип.        | Серп.       | Вер.        | Жовт.       | Лист.       | Груд.       | Рік         |
| Середній максимум, °C | 13          | 13          | 16          | 19          | 24          | 29          | 32          | 32          | 28          | 23          | 18          | 14          | 21,8        |
| Середній мінімум, °C  | 7           | 7           | 8           | 11          | 16          | 23          | 23          | 20          | 20          | 16          | 12          | 9           | 14,3        |
| Норма опадів, мм      | 33.7        | 28.4        | 33.6        | 22.0        | 9.2         | 3.2         | 6.6         | 3.1         | 6.7         | 22.2        | 61.6        | 50.6        | 23.0        |
| --------------------- | ----------- | ----------- | ----------- | ----------- | ----------- | ----------- | ----------- | ----------- | ----------- | ----------- | ----------- | ----------- | ----------- |
| Джерело: Погода MSN   |             |             |             |             |             |             |             |             |             |             |             |             |             |

| Клімат Салонік        | Клімат Салонік | Клімат Салонік | Клімат Салонік | Клімат Салонік | Клімат Салонік | Клімат Салонік | Клімат Салонік | Клімат Салонік | Клімат Салонік | Клімат Салонік | Клімат Салонік | Клімат Салонік | Клімат Салонік |
| Показник              | Січ.           | Лют.           | Бер.           | Квіт.          | Трав.          | Черв.          | Лип.           | Серп.          | Вер.           | Жовт.          | Лист.          | Груд.          | Рік            |
| Середній максимум, °C | 9              | 11             | 14             | 19             | 24             | 30             | 32             | 30             | 27             | 21             | 15             | 10             | 20,1           |
| Середній мінімум, °C  | 2              | 3              | 5              | 8              | 13             | 18             | 20             | 16             | 20             | 12             | 8              | 4              | 14,5           |
| Норма опадів, мм      | 26.8           | 20.7           | 27.1           | 27.4           | 33.9           | 19.6           | 19.7           | 13.6           | 19.9           | 30.7           | 39.0           | 40.3           | 26.6           |
| --------------------- | -------------- | -------------- | -------------- | -------------- | -------------- | -------------- | -------------- | -------------- | -------------- | -------------- | -------------- | -------------- | -------------- |
| Джерело: Погода MSN   |                |                |                |                |                |                |                |                |                |                |                |                |                |

| Клімат Іракліону      | Клімат Іракліону | Клімат Іракліону | Клімат Іракліону | Клімат Іракліону | Клімат Іракліону | Клімат Іракліону | Клімат Іракліону | Клімат Іракліону | Клімат Іракліону | Клімат Іракліону | Клімат Іракліону | Клімат Іракліону | Клімат Іракліону |
| Показник              | Січ.             | Лют.             | Бер.             | Квіт.            | Трав.            | Черв.            | Лип.             | Серп.            | Вер.             | Жовт.            | Лист.            | Груд.            | Рік              |
| Середній максимум, °C | 15               | 15               | 16               | 20               | 23               | 27               | 29               | 29               | 27               | 24               | 20               | 16               | 21,8             |
| Середній мінімум, °C  | 9                | 9                | 10               | 12               | 15               | 19               | 22               | 22               | 20               | 17               | 14               | 11               | 15               |
| Норма опадів, мм      | 59.8             | 48               | 46.2             | 21.5             | 8.2              | 1.1              | 0.4              | 1                | 6.1              | 26.5             | 55.9             | 72.6             | 28.9             |
| --------------------- | ---------------- | ---------------- | ---------------- | ---------------- | ---------------- | ---------------- | ---------------- | ---------------- | ---------------- | ---------------- | ---------------- | ---------------- | ---------------- |
| Джерело: Погода MSN   |                  |                  |                  |                  |                  |                  |                  |                  |                  |                  |                  |                  |                  |